# Kanton Orly
Kanton Orly (fr. Canton d'Orly) je francouzský kanton v departementu Val-de-Marne v regionu Île-de-France. Tvoří ho pouze město Orly.